# Ojczyzna prywatna
Ojczyzna prywatna – w socjologii: pewien nieokreślony obszar, który dla członków społeczeństwa jest szczególnie bliski. Pojęcie to zbliżone jest do wcześniej używanego wyrazu „ojcowizna” lub niemieckiego określenia Heimat.
Ojczyzną prywatną jest obszar mniej więcej etnicznie jednolity, z którym jednostka się utożsamia i chce go zamieszkiwać. Pojęciem komplementarnym wobec ojczyzny prywatnej jest ojczyzna ideologiczna oznaczająca obszar państwa, w którym żyje jednostka lub często ziemie, które zostały utracone przez państwo, z którym się jednostka identyfikuje.
Określenie wielkości ojczyzny prywatnej może być różne dla różnych jednostek. W niektórych przypadkach może być to miasto, często także region, powiat czy gmina, ale też obszar wychodzący poza administracyjnie ustalone granice. Czasami określa się je wtedy jako „małe ojczyzny” wskazując na związek mieszkańców z pewną kulturą danego obszaru.